# Zemský okres Straubing-Bogen
Zemský okres Straubing-Bogen (německy Landkreis Straubing-Bogen) je okres v německé spolkové zemi Bavorsko, ve vládním obvodě Dolní Bavorsko. Sídlem správy okresu je město Straubing, které je však samostatným městským okresem.

## Sousední okresy
- Sever: Zemský okres Cham
- Severovýchod: Zemský okres Regen
- Východ: Zemský okres Deggendorf
- Jihovýchod: Zemský okres Dingolfing-Landau
- Jih: Zemský okres Landshut
- Západ: Zemský okres Řezno

## Města a obce
| Města | Obce |
| --- | --- |
| 1. Bogen 2. Geiselhöring Obce s tržním právem ( Markt ) 1. Mallersdorf-Pfaffenberg 2. Mitterfels 3. Schwarzach | 1. Aholfing 2. Aiterhofen 3. Ascha 4. Atting 5. Falkenfels 6. Feldkirchen 7. Haibach 8. Haselbach 9. Hunderdorf 10. Irlbach 11. Kirchroth 12. Konzell 13. Laberweinting 14. Leiblfing 15. Loitzendorf 16. Mariaposching 17. Neukirchen 18. Niederwinkling 19. Oberschneiding 20. Parkstetten 21. Perasdorf 22. Perkam 23. Rain 24. Rattenberg 25. Rattiszell 26. Salching 27. Sankt Englmar 28. Stallwang 29. Steinach 30. Straßkirchen 31. Wiesenfelden 32. Windberg |